# 石川章長
石川 章長（いしこ あきなが）は、尾張藩家臣、美濃駒塚領主、石川（石河）家第3代当主。

## 略歴
慶安2年（1649年）、尾張藩家老石川正光の子として生まれる。寛文11年（1671年）、父の死去により家督を相続する。延宝3年（1675年）、家老となる。延宝4年（1676年）、庄内川洪水の際に、職務怠慢を理由に処分を受けた。延宝5年（1677年）従五位下伊賀守に叙任。貞享4年（1687年）、東山天皇即位式典の祝賀使を務める。
宝永3年（1706年）、隠居して家督を長男の正章に譲る。次男正信は鏡嶋家を相続、三男章貴は分家し、四男正武は竹腰家を相続して家老となり、五男政朝は旗本石河家を相続して、大目付に累進した。
宝永5年（1708年）5月4日死去。